# Вусатий фанк
«Вусатий фанк» — український документальний фільм Олександра Ковша та Віталія Бардецького про вокально-інструментальні ансамблі 1970-х років, які на території УРСР стали аналогами західних поп-рокових гуртів.
Прем'єра фільму була запланована на 6 жовтня 2020 року, однак була перенесена на 24 червня 2021 року.

## Про фільм
Стрічка створена студією «Т. Т. М.» за підтримки Державного агентства України з питань кіно та Міністерства культури України. Автором ідеї та сценарію став музичний журналіст, ексменеджер гуртів «Океан Ельзи» та «Скрябін» Віталій «Бард» Бардецький.
Фільм досліджує феномен так званого «вусатого фанку» — знакового явища «золотої епохи» української попмузики, розповідає про такі гурти, як «Смерічка», «Світязь», «Арніка», «Кобза», «Візерунки шляхів», «Березень», «Дзвони», «Водограй» та інші.

## Відгуки
Портал «ITC.ua» дав фільму 4 з 5 зірок, підсумувавши, що «це влучна розповідь про самобутню українську музику, [яка] була значно цікавішою та прогресивнішою, ніж радянські погляди на культуру».